# Herb powiatu przemyskiego
Herb powiatu przemyskiego – jeden z symboli powiatu przemyskiego, ustanowiony 7 października 1999.

## Wygląd i symbolika
Herb przedstawia na tarczy w polu błękitnym srebrnego orła dwugłowego o złotych łapach oraz dziobach i takiej koronie nad obiema głowami. Jest to nawiązanie do historycznego symbolu ziemi przemyskiej. 